# Ferenc Kovács
Pour les articles homonymes, voir Kovács.
Ferenc Kovács, né le 7 janvier 1934 à Budapest en Hongrie et mort le 30 mai 2018 à Székesfehérvár en Hongrie, est un joueur de football international hongrois, qui évoluait au poste de défenseur, avant de devenir ensuite entraîneur.

## Biographie

### Carrière de joueur

#### Carrière en club
Avec le MTK Budapest, Ferenc Kovács remporte un championnat de Hongrie, et deux Coupes Mitropa. 
Il atteint la finale de la Coupe d'Europe des vainqueurs de coupe en 1964, en se faisant battre par le Sporting Clube de Portugal.
Il joue également un match en Coupe d'Europe des clubs champions, inscrivant un but.

#### Carrière en sélection
Avec l'équipe de Hongrie, Ferenc Kovács joue un match, sans inscrire de but, en 1955. Il s'agit d'une rencontre amicale jouée contre la Suède à Budapest (victoire 4-2).
Il figure dans le groupe des sélectionnés lors des Jeux olympiques de 1960. Il joue cinq matchs lors du tournoi olympique organisé en Italie, obtenant la médaille de bronze.

### Carrière d'entraîneur
Ferenc Kovács dirige l'équipe de Hongrie de 1978 à 1979, sur un total de huit matchs, avec notamment cinq rencontres entrant dans le cadre des éliminatoires de l'Euro 1980.

## Palmarès

### Palmarès de joueur
| MTK - Championnat de Hongrie (1) : - Champion : 1957-58. - Vice-champion : 1957 (Printemps), 1958-59 et 1962-63. - Coupe d'Europe des vainqueurs de coupe : - Finaliste : 1963-64. - Coupe Mitropa (2) : - Vainqueur : 1955 et 1963. |  | Hongrie olympique - Jeux olympiques : - Bronze : 1960. |

### Palmarès d'entraîneur
| Videoton - Championnat de Hongrie : - Vice-champion : 1975-76. - Coupe UEFA : - Finaliste : 1984-85. |  | Újpest - Coupe de Hongrie (1) : - Vainqueur : 1991-92. - Supercoupe de Hongrie (1) : - Vainqueur : 1992. |